# Argulus stizostethii
Argulus stizostethii is een visluizensoort uit de familie van de Argulidae. De wetenschappelijke naam van de soort is voor het eerst geldig gepubliceerd in 1880 door Kellicott.